# Sheopur (Distrikt)
Der Distrikt Sheopur (Hindi ज़िला श्योपुर) ist ein Distrikt im indischen Bundesstaat Madhya Pradesh.
Verwaltungssitz ist die namensgebende Stadt Sheopur.

## Geschichte

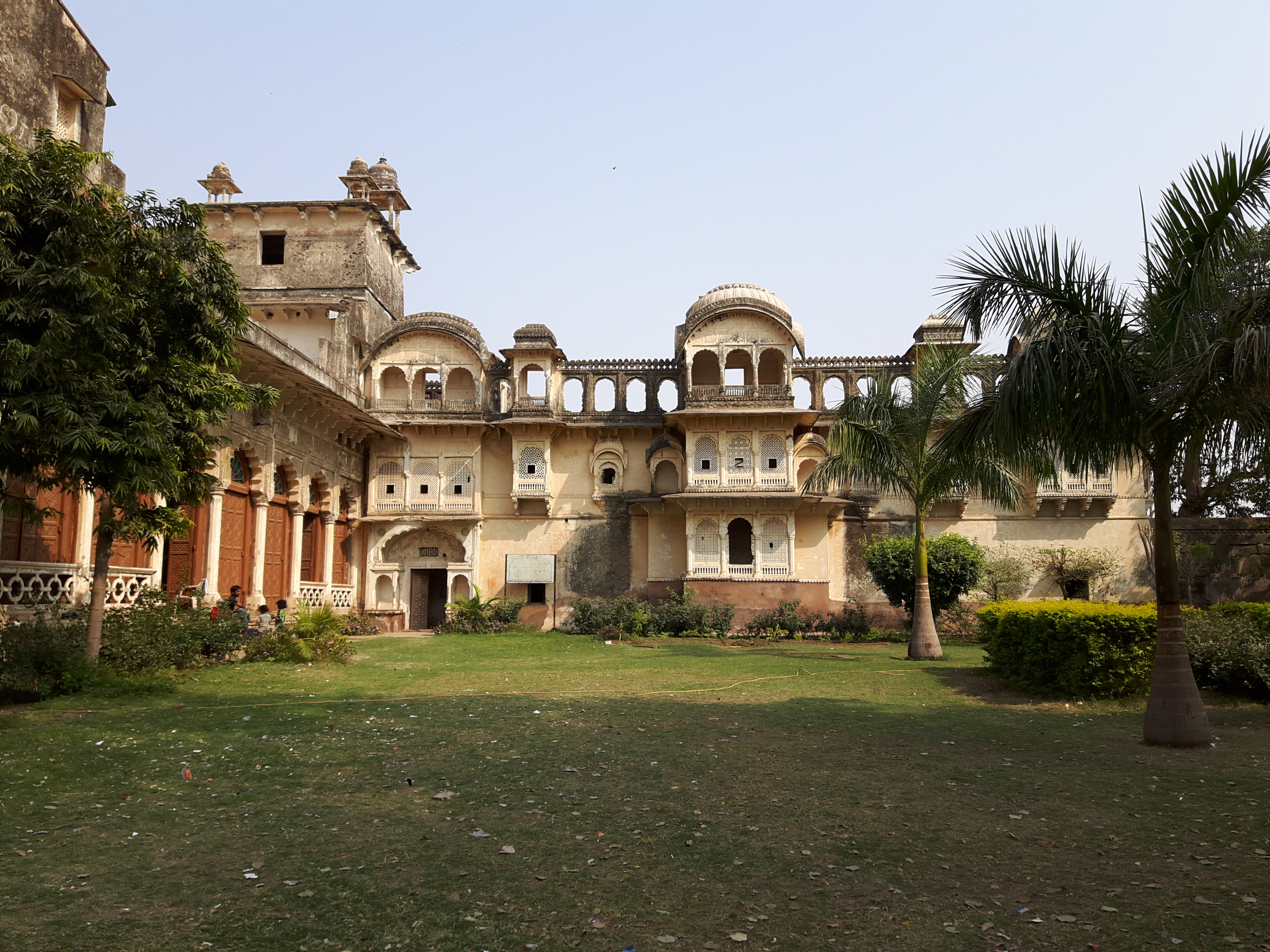
Sheopur Fort

Der Distrikt entstand am 22. Mai 1998 aus den damaligen drei Tehsils Sheopur, Karahal und Vijaypur des Distrikt Morena.

## Bevölkerung
Die Einwohnerzahl lag bei der Volkszählung 2001 bei 687.861. Die Bevölkerungswachstumsrate im Zeitraum von 2001 bis 2011 betrug 22,94 %. Sheopur wies ein Geschlechterverhältnis von 901 Frauen pro 1000 Männer und damit den in Indien häufigen Männerüberschuss auf. Der Distrikt hatte 2011 eine Alphabetisierungsrate von 57,43 %, was einer Steigerung um knapp 8 Prozentpunkte gegenüber dem Jahr 2001 entsprach. Die Alphabetisierungsrate lag damit deutlich unter dem nationalen Durchschnitt. 92,9 % der Bevölkerung waren Hindus, 6,0 % Muslime, 0,9 % Sikhs, 0,1 % Jainas und 0,1 % gaben keine Religionszugehörigkeit an oder gehörten anderen Religionen an. 17 % der Bevölkerung waren Kinder unter 6 Jahre. 15,6 % der Bevölkerung lebten 2011 in Städten.

## Sehenswürdigkeiten
Eine Natursehenswürdigkeit ist der 2018 eingerichtete, knapp 750 km² große Kuno-Nationalpark. Baroda Fort (), Manpur Fort () und Sheopur Fort () sind Befestigungsanlagen aus der Zeit der indischen Fürstenstaaten.